# Grenze zwischen Polen und Tschechien
Die Grenze zwischen Polen und Tschechien hat eine Länge von 796 km. Ihr heutiger Verlauf besteht seit dem 1. Januar 1993 und entspricht dem Verlauf, der auch zuvor zwischen Polen und der Tschechoslowakei bestand. Aus dieser Zeit resultierende Grenzkonflikte bestehen weiterhin.

## Gemeinden an der Staatsgrenze (von West nach Ost)

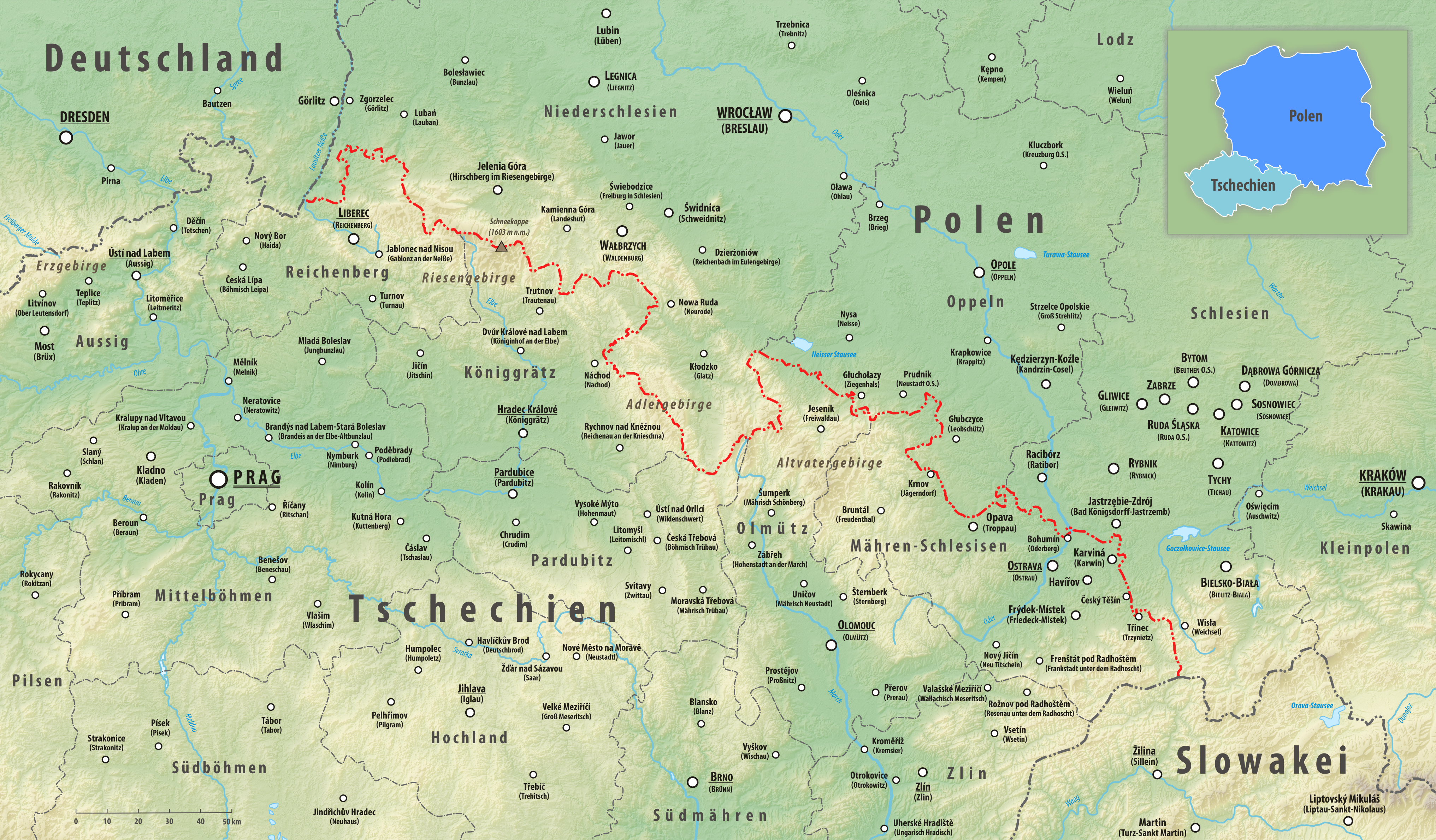
Grenzverlauf Tschechien-Polen

| TSCHECHIEN                                                                                               | TSCHECHIEN                                       | TSCHECHIEN                                                | TSCHECHIEN                                          | TSCHECHIEN                                   |                                 | POLEN                     | POLEN                      | POLEN                            | POLEN                           | POLEN                                                                                        |
| Kraj (Region)                                                                                            | Okres (Bezirk)                                   |                                                           | Gemeinde                                            | Grenz- übertritt                             | Grenz- übertritt                |                           | Gmina (Gemeinde)           | Powiat (Landkreis)               | Województwo (Verwaltungsbezirk) |                                                                                              |
| --- | ------------------------------------------------ | --------------------------------------------------------- | --------------------------------------------------- | -------------------------------------------- | ------------------------------- | ------------------------- | -------------------------- | -------------------------------- | ------------------------------- | -------------------------------------------------------------------------------------------- |
| Deutschland                                                                                              |                                                  |                                                           |                                                     |                                              |                                 |                           |                            |                                  |                                 |                                                                                              |
| Liberecký (Reichenberg)                                                                                  | Liberec (Reichenberg)                            |                                                           | Hrádek nad Nisou (Grottau)                          |                                              |                                 |                           |                            | Bogatynia (Reichenau in Sachsen) | Zgorzelecki (Görlitz)           | Dolnośląskie (Niederschlesien) Dolnośląskie (Niederschlesien) Dolnośląskie (Niederschlesien) |
| Liberecký (Reichenberg)                                                                                  | Liberec (Reichenberg)                            | Chrastava (Kratzau)                                       |                                                     |                                              |                                 |                           |                            | Bogatynia (Reichenau in Sachsen) | Zgorzelecki (Görlitz)           | Dolnośląskie (Niederschlesien) Dolnośląskie (Niederschlesien) Dolnośląskie (Niederschlesien) |
| Liberecký (Reichenberg)                                                                                  | Liberec (Reichenberg)                            | Heřmanice u Frýdlantu (Hermsdorf)                         |                                                     |                                              |                                 |                           |                            | Bogatynia (Reichenau in Sachsen) | Zgorzelecki (Görlitz)           | Dolnośląskie (Niederschlesien) Dolnośląskie (Niederschlesien) Dolnośląskie (Niederschlesien) |
| Liberecký (Reichenberg)                                                                                  | Liberec (Reichenberg)                            | Kunratice u Frýdlantu (Kunnersdorf bei Friedland)         |                                                     |                                              |                                 |                           |                            | Bogatynia (Reichenau in Sachsen) | Zgorzelecki (Görlitz)           | Dolnośląskie (Niederschlesien) Dolnośląskie (Niederschlesien) Dolnośląskie (Niederschlesien) |
| Liberecký (Reichenberg)                                                                                  | Liberec (Reichenberg)                            | Višňová u Frýdlantu (Weigsdorf)                           |                                                     |                                              |                                 |                           |                            | Bogatynia (Reichenau in Sachsen) | Zgorzelecki (Görlitz)           | Dolnośląskie (Niederschlesien) Dolnośląskie (Niederschlesien) Dolnośląskie (Niederschlesien) |
| Liberecký (Reichenberg)                                                                                  | Liberec (Reichenberg)                            | Zgorzelec (Görlitz)                                       |                                                     |                                              |                                 |                           |                            |                                  | Zgorzelecki (Görlitz)           | Dolnośląskie (Niederschlesien) Dolnośląskie (Niederschlesien) Dolnośląskie (Niederschlesien) |
| Liberecký (Reichenberg)                                                                                  | Liberec (Reichenberg)                            | Černousy (Tschernhausen)                                  |                                                     |                                              |                                 |                           |                            |                                  | Zgorzelecki (Görlitz)           | Dolnośląskie (Niederschlesien) Dolnośląskie (Niederschlesien) Dolnośląskie (Niederschlesien) |
| Liberecký (Reichenberg)                                                                                  | Liberec (Reichenberg)                            | Zawidów (Seidenberg)                                      |                                                     |                                              |                                 |                           |                            |                                  | Zgorzelecki (Görlitz)           | Dolnośląskie (Niederschlesien) Dolnośląskie (Niederschlesien) Dolnośląskie (Niederschlesien) |
| Liberecký (Reichenberg)                                                                                  | Liberec (Reichenberg)                            | Habartice (Ebersdorf)                                     |                                                     |                                              |                                 |                           |                            |                                  | Zgorzelecki (Görlitz)           | Dolnośląskie (Niederschlesien) Dolnośląskie (Niederschlesien) Dolnośląskie (Niederschlesien) |
| Liberecký (Reichenberg)                                                                                  | Liberec (Reichenberg)                            | Sulików (Schönberg/O.L.)                                  |                                                     |                                              |                                 |                           |                            |                                  | Zgorzelecki (Görlitz)           | Dolnośląskie (Niederschlesien) Dolnośląskie (Niederschlesien) Dolnośląskie (Niederschlesien) |
| Liberecký (Reichenberg)                                                                                  | Liberec (Reichenberg)                            | Pertoltice u Frýdlantu (Berzdorf)                         |                                                     |                                              |                                 |                           |                            |                                  | Zgorzelecki (Görlitz)           | Dolnośląskie (Niederschlesien) Dolnośląskie (Niederschlesien) Dolnośląskie (Niederschlesien) |
| Liberecký (Reichenberg)                                                                                  | Liberec (Reichenberg)                            | Bulovka (Bullendorf)                                      |                                                     |                                              |                                 |                           |                            |                                  | Zgorzelecki (Görlitz)           | Dolnośląskie (Niederschlesien) Dolnośląskie (Niederschlesien) Dolnośląskie (Niederschlesien) |
| Liberecký (Reichenberg)                                                                                  | Liberec (Reichenberg)                            |                                                           |                                                     | Platerówka (Ober Linda)                      | Lubański (Lauban)               |                           |                            |                                  |                                 | Dolnośląskie (Niederschlesien) Dolnośląskie (Niederschlesien) Dolnośląskie (Niederschlesien) |
| Liberecký (Reichenberg)                                                                                  | Liberec (Reichenberg)                            | Leśna (Marklissa)                                         |                                                     |                                              | Lubański (Lauban)               |                           |                            |                                  |                                 | Dolnośląskie (Niederschlesien) Dolnośląskie (Niederschlesien) Dolnośląskie (Niederschlesien) |
| Liberecký (Reichenberg)                                                                                  | Liberec (Reichenberg)                            | Horní Řasnice (Bärnsdorf an der Tafelfichte)              |                                                     |                                              | Lubański (Lauban)               |                           |                            |                                  |                                 | Dolnośląskie (Niederschlesien) Dolnośląskie (Niederschlesien) Dolnośląskie (Niederschlesien) |
| Liberecký (Reichenberg)                                                                                  | Liberec (Reichenberg)                            | Jindřichovice pod Smrkem (Heinersdorf an der Tafelfichte) |                                                     |                                              | Lubański (Lauban)               |                           |                            |                                  |                                 | Dolnośląskie (Niederschlesien) Dolnośląskie (Niederschlesien) Dolnośląskie (Niederschlesien) |
| Liberecký (Reichenberg)                                                                                  | Liberec (Reichenberg)                            | Świeradów-Zdrój (Bad Flinsberg)                           |                                                     |                                              | Lubański (Lauban)               |                           |                            |                                  |                                 | Dolnośląskie (Niederschlesien) Dolnośląskie (Niederschlesien) Dolnośląskie (Niederschlesien) |
| Liberecký (Reichenberg)                                                                                  | Liberec (Reichenberg)                            |                                                           | Nové Město pod Smrkem (Neustadt an der Tafelfichte) |                                              | Lubański (Lauban)               | I s e r g e b i r g e     |                            |                                  |                                 | Dolnośląskie (Niederschlesien) Dolnośląskie (Niederschlesien) Dolnośląskie (Niederschlesien) |
| Liberecký (Reichenberg)                                                                                  | Liberec (Reichenberg)                            |                                                           | Nové Město pod Smrkem (Neustadt an der Tafelfichte) |                                              | Mirsk (Friedeberg/Isergebirge)  | I s e r g e b i r g e     | Lwówecki (Löwenberg)       |                                  |                                 | Dolnośląskie (Niederschlesien) Dolnośląskie (Niederschlesien) Dolnośląskie (Niederschlesien) |
| Liberecký (Reichenberg)                                                                                  | Liberec (Reichenberg)                            | Lázně Libverda (Bad Liebwerda)                            |                                                     |                                              | Mirsk (Friedeberg/Isergebirge)  | I s e r g e b i r g e     | Lwówecki (Löwenberg)       |                                  |                                 | Dolnośląskie (Niederschlesien) Dolnośląskie (Niederschlesien) Dolnośląskie (Niederschlesien) |
| Liberecký (Reichenberg)                                                                                  | Liberec (Reichenberg)                            | Bílý Potok pod Smrkem (Weißbach)                          |                                                     |                                              | Mirsk (Friedeberg/Isergebirge)  | I s e r g e b i r g e     | Lwówecki (Löwenberg)       |                                  |                                 | Dolnośląskie (Niederschlesien) Dolnośląskie (Niederschlesien) Dolnośląskie (Niederschlesien) |
| Liberecký (Reichenberg)                                                                                  | Jablonec nad Nisou (Gablonz)                     |                                                           | Kořenov (Bad Wurzelsdorf)                           |                                              | Mirsk (Friedeberg/Isergebirge)  | I s e r g e b i r g e     | Lwówecki (Löwenberg)       |                                  |                                 | Dolnośląskie (Niederschlesien) Dolnośląskie (Niederschlesien) Dolnośląskie (Niederschlesien) |
| Liberecký (Reichenberg)                                                                                  | Jablonec nad Nisou (Gablonz)                     |                                                           | Kořenov (Bad Wurzelsdorf)                           |                                              | Szklarska Poręba (Schreiberhau) | I s e r g e b i r g e     | Jeleniogórski (Hirschberg) |                                  |                                 | Dolnośląskie (Niederschlesien) Dolnośląskie (Niederschlesien) Dolnośląskie (Niederschlesien) |
| Liberecký (Reichenberg)                                                                                  | Semily (Semil)                                   |                                                           | Harrachov (Harrachsdorf)                            |                                              | Szklarska Poręba (Schreiberhau) | R i e s e n g e b i r g e | Jeleniogórski (Hirschberg) |                                  |                                 | Dolnośląskie (Niederschlesien) Dolnośląskie (Niederschlesien) Dolnośląskie (Niederschlesien) |
| Liberecký (Reichenberg)                                                                                  | Semily (Semil)                                   | Rokytnice nad Jizerou (Rochlitz an der Iser)              |                                                     |                                              | Szklarska Poręba (Schreiberhau) | R i e s e n g e b i r g e | Jeleniogórski (Hirschberg) |                                  |                                 | Dolnośląskie (Niederschlesien) Dolnośląskie (Niederschlesien) Dolnośląskie (Niederschlesien) |
| Královéhradecký (Königgrätz)                                                                             | Trutnov (Trautenau)                              |                                                           | Špindlerův Mlýn (Spindlermühle)                     |                                              |                                 | R i e s e n g e b i r g e | Jeleniogórski (Hirschberg) |                                  | Piechowice (Petersdorf)         | Dolnośląskie (Niederschlesien) Dolnośląskie (Niederschlesien) Dolnośląskie (Niederschlesien) |
| Královéhradecký (Königgrätz)                                                                             | Trutnov (Trautenau)                              |                                                           | Špindlerův Mlýn (Spindlermühle)                     |                                              | Jelenia Góra (Hirschberg)       | R i e s e n g e b i r g e | -                          |                                  |                                 | Dolnośląskie (Niederschlesien) Dolnośląskie (Niederschlesien) Dolnośląskie (Niederschlesien) |
| Královéhradecký (Königgrätz)                                                                             | Trutnov (Trautenau)                              |                                                           | Špindlerův Mlýn (Spindlermühle)                     |                                              | Podgórzyn (Giersdorf)           | R i e s e n g e b i r g e | Jeleniogórski (Hirschberg) |                                  |                                 | Dolnośląskie (Niederschlesien) Dolnośląskie (Niederschlesien) Dolnośląskie (Niederschlesien) |
| Královéhradecký (Königgrätz)                                                                             | Trutnov (Trautenau)                              | Karpacz (Krummhübel)                                      | Špindlerův Mlýn (Spindlermühle)                     |                                              |                                 | R i e s e n g e b i r g e | Jeleniogórski (Hirschberg) |                                  |                                 | Dolnośląskie (Niederschlesien) Dolnośląskie (Niederschlesien) Dolnośląskie (Niederschlesien) |
| Královéhradecký (Königgrätz)                                                                             | Trutnov (Trautenau)                              | Pec pod Sněžkou (Petzer)                                  |                                                     |                                              |                                 | R i e s e n g e b i r g e | Jeleniogórski (Hirschberg) |                                  |                                 | Dolnośląskie (Niederschlesien) Dolnośląskie (Niederschlesien) Dolnośląskie (Niederschlesien) |
| Královéhradecký (Königgrätz)                                                                             | Trutnov (Trautenau)                              | Kowary (Schmiedeberg im Riesengebirge)                    |                                                     |                                              |                                 | R i e s e n g e b i r g e | Jeleniogórski (Hirschberg) |                                  |                                 | Dolnośląskie (Niederschlesien) Dolnośląskie (Niederschlesien) Dolnośląskie (Niederschlesien) |
| Královéhradecký (Königgrätz)                                                                             | Trutnov (Trautenau)                              | Malá Úpa (Kleinaupa)                                      |                                                     |                                              |                                 | R i e s e n g e b i r g e | Jeleniogórski (Hirschberg) |                                  |                                 | Dolnośląskie (Niederschlesien) Dolnośląskie (Niederschlesien) Dolnośląskie (Niederschlesien) |
| Královéhradecký (Königgrätz)                                                                             | Trutnov (Trautenau)                              |                                                           |                                                     | Lubawka (Liebau i. Schlesien)                | Kamiennogórski (Landeshut)      | R i e s e n g e b i r g e |                            |                                  |                                 | Dolnośląskie (Niederschlesien) Dolnośląskie (Niederschlesien) Dolnośląskie (Niederschlesien) |
| Královéhradecký (Königgrätz)                                                                             | Trutnov (Trautenau)                              | Horní Maršov (Marschendorf)                               |                                                     | Lubawka (Liebau i. Schlesien)                | Kamiennogórski (Landeshut)      | R i e s e n g e b i r g e |                            |                                  |                                 | Dolnośląskie (Niederschlesien) Dolnośląskie (Niederschlesien) Dolnośląskie (Niederschlesien) |
| Královéhradecký (Königgrätz)                                                                             | Trutnov (Trautenau)                              | Žacléř (Schatzlar)                                        |                                                     | Lubawka (Liebau i. Schlesien)                | Kamiennogórski (Landeshut)      | R i e s e n g e b i r g e |                            |                                  |                                 | Dolnośląskie (Niederschlesien) Dolnośląskie (Niederschlesien) Dolnośląskie (Niederschlesien) |
| Královéhradecký (Königgrätz)                                                                             | Trutnov (Trautenau)                              | Královec (Königshan)                                      |                                                     | Lubawka (Liebau i. Schlesien)                | Kamiennogórski (Landeshut)      | R i e s e n g e b i r g e |                            |                                  |                                 | Dolnośląskie (Niederschlesien) Dolnośląskie (Niederschlesien) Dolnośląskie (Niederschlesien) |
| Královéhradecký (Königgrätz)                                                                             | Trutnov (Trautenau)                              | Bernartice u Trutnova (Bernsdorf)                         |                                                     | Lubawka (Liebau i. Schlesien)                | Kamiennogórski (Landeshut)      | R i e s e n g e b i r g e |                            |                                  |                                 | Dolnośląskie (Niederschlesien) Dolnośląskie (Niederschlesien) Dolnośląskie (Niederschlesien) |
| Královéhradecký (Königgrätz)                                                                             | Trutnov (Trautenau)                              | Bernartice u Trutnova (Bernsdorf)                         |                                                     | Lubawka (Liebau i. Schlesien)                | Kamiennogórski (Landeshut)      | R i e s e n g e b i r g e |                            |                                  |                                 | Dolnośląskie (Niederschlesien) Dolnośląskie (Niederschlesien) Dolnośląskie (Niederschlesien) |
| Královéhradecký (Königgrätz)                                                                             | Trutnov (Trautenau)                              | Trutnov (Trautenau)                                       |                                                     | Lubawka (Liebau i. Schlesien)                | Kamiennogórski (Landeshut)      | R i e s e n g e b i r g e |                            |                                  |                                 | Dolnośląskie (Niederschlesien) Dolnośląskie (Niederschlesien) Dolnośląskie (Niederschlesien) |
| Královéhradecký (Königgrätz)                                                                             | Trutnov (Trautenau)                              | Chvaleč (Qualisch)                                        |                                                     | Lubawka (Liebau i. Schlesien)                | Kamiennogórski (Landeshut)      | R i e s e n g e b i r g e |                            |                                  |                                 | Dolnośląskie (Niederschlesien) Dolnośląskie (Niederschlesien) Dolnośląskie (Niederschlesien) |
| Královéhradecký (Königgrätz)                                                                             | Náchod (Nachod)                                  |                                                           | Adršpach (Adersbach)                                | Lubawka (Liebau i. Schlesien)                | Kamiennogórski (Landeshut)      | R i e s e n g e b i r g e |                            |                                  |                                 | Dolnośląskie (Niederschlesien) Dolnośląskie (Niederschlesien) Dolnośląskie (Niederschlesien) |
| Královéhradecký (Königgrätz)                                                                             | Náchod (Nachod)                                  | Teplice nad Metují (Wekelsdorf)                           |                                                     | Lubawka (Liebau i. Schlesien)                | Kamiennogórski (Landeshut)      | R i e s e n g e b i r g e |                            |                                  |                                 | Dolnośląskie (Niederschlesien) Dolnośląskie (Niederschlesien) Dolnośląskie (Niederschlesien) |
| Královéhradecký (Königgrätz)                                                                             | Náchod (Nachod)                                  |                                                           |                                                     | Mieroszów (Friedland in Niederschlesien)     | Wałbrzyski (Waldenburg)         | R i e s e n g e b i r g e |                            |                                  |                                 | Dolnośląskie (Niederschlesien) Dolnośląskie (Niederschlesien) Dolnośląskie (Niederschlesien) |
| Královéhradecký (Königgrätz)                                                                             | Náchod (Nachod)                                  | Vernéřovice (Wernersdorf)                                 |                                                     | Mieroszów (Friedland in Niederschlesien)     | Wałbrzyski (Waldenburg)         | R i e s e n g e b i r g e |                            |                                  |                                 | Dolnośląskie (Niederschlesien) Dolnośląskie (Niederschlesien) Dolnośląskie (Niederschlesien) |
| Královéhradecký (Königgrätz)                                                                             | Náchod (Nachod)                                  | Meziměstí (Halbstadt)                                     |                                                     | Mieroszów (Friedland in Niederschlesien)     | Wałbrzyski (Waldenburg)         | R i e s e n g e b i r g e |                            |                                  |                                 | Dolnośląskie (Niederschlesien) Dolnośląskie (Niederschlesien) Dolnośląskie (Niederschlesien) |
| Královéhradecký (Königgrätz)                                                                             | Náchod (Nachod)                                  | Głuszyca (Wüstegiersdorf)                                 |                                                     |                                              | Wałbrzyski (Waldenburg)         | R i e s e n g e b i r g e |                            |                                  |                                 | Dolnośląskie (Niederschlesien) Dolnośląskie (Niederschlesien) Dolnośląskie (Niederschlesien) |
| Královéhradecký (Königgrätz)                                                                             | Náchod (Nachod)                                  | Hejtmánkovice (Hauptmannsdorf)                            |                                                     |                                              | Wałbrzyski (Waldenburg)         | R i e s e n g e b i r g e |                            |                                  |                                 | Dolnośląskie (Niederschlesien) Dolnośląskie (Niederschlesien) Dolnośląskie (Niederschlesien) |
| Královéhradecký (Königgrätz)                                                                             | Náchod (Nachod)                                  | Broumov (Braunau)                                         |                                                     |                                              | Wałbrzyski (Waldenburg)         | R i e s e n g e b i r g e |                            |                                  |                                 | Dolnośląskie (Niederschlesien) Dolnośląskie (Niederschlesien) Dolnośląskie (Niederschlesien) |
| Královéhradecký (Königgrätz)                                                                             | Náchod (Nachod)                                  |                                                           | Šonov (Schönau)                                     |                                              |                                 | R i e s e n g e b i r g e |                            | Nowa Ruda (Neurode)              | Kłodzki (Glatz)                 | Dolnośląskie (Niederschlesien) Dolnośląskie (Niederschlesien) Dolnośląskie (Niederschlesien) |
| Královéhradecký (Königgrätz)                                                                             | Náchod (Nachod)                                  | Radków (Wünschelburg)                                     | Šonov (Schönau)                                     |                                              |                                 | R i e s e n g e b i r g e |                            |                                  | Kłodzki (Glatz)                 | Dolnośląskie (Niederschlesien) Dolnośląskie (Niederschlesien) Dolnośląskie (Niederschlesien) |
| Královéhradecký (Königgrätz)                                                                             | Náchod (Nachod)                                  | Otovice u Broumova (Ottendorf)                            |                                                     |                                              |                                 | R i e s e n g e b i r g e |                            |                                  | Kłodzki (Glatz)                 | Dolnośląskie (Niederschlesien) Dolnośląskie (Niederschlesien) Dolnośląskie (Niederschlesien) |
| Královéhradecký (Königgrätz)                                                                             | Náchod (Nachod)                                  | Božanov (Barzdorf)                                        |                                                     |                                              |                                 | R i e s e n g e b i r g e |                            |                                  | Kłodzki (Glatz)                 | Dolnośląskie (Niederschlesien) Dolnośląskie (Niederschlesien) Dolnośląskie (Niederschlesien) |
| Královéhradecký (Königgrätz)                                                                             | Náchod (Nachod)                                  | Machov (Machau)                                           |                                                     |                                              |                                 | R i e s e n g e b i r g e |                            |                                  | Kłodzki (Glatz)                 | Dolnośląskie (Niederschlesien) Dolnośląskie (Niederschlesien) Dolnośląskie (Niederschlesien) |
| Královéhradecký (Königgrätz)                                                                             | Náchod (Nachod)                                  | Kudowa-Zdrój (Bad Kudowa)                                 |                                                     |                                              |                                 | R i e s e n g e b i r g e |                            |                                  | Kłodzki (Glatz)                 | Dolnośląskie (Niederschlesien) Dolnośląskie (Niederschlesien) Dolnośląskie (Niederschlesien) |
| Královéhradecký (Königgrätz)                                                                             | Náchod (Nachod)                                  | Vysoká Srbská (Hochsichel)                                |                                                     |                                              |                                 | R i e s e n g e b i r g e |                            |                                  | Kłodzki (Glatz)                 | Dolnośląskie (Niederschlesien) Dolnośląskie (Niederschlesien) Dolnośląskie (Niederschlesien) |
| Královéhradecký (Königgrätz)                                                                             | Náchod (Nachod)                                  | Žďárky (Kleinbrand)                                       |                                                     |                                              |                                 | R i e s e n g e b i r g e |                            |                                  | Kłodzki (Glatz)                 | Dolnośląskie (Niederschlesien) Dolnośląskie (Niederschlesien) Dolnośląskie (Niederschlesien) |
| Královéhradecký (Königgrätz)                                                                             | Náchod (Nachod)                                  | Velké Poříčí (Groß Poritsch)                              |                                                     |                                              |                                 | R i e s e n g e b i r g e |                            |                                  | Kłodzki (Glatz)                 | Dolnośląskie (Niederschlesien) Dolnośląskie (Niederschlesien) Dolnośląskie (Niederschlesien) |
| Královéhradecký (Königgrätz)                                                                             | Náchod (Nachod)                                  |                                                           | Náchod (Nachod)                                     |                                              | A d l e r g e b i r g e         |                           |                            |                                  | Kłodzki (Glatz)                 | Dolnośląskie (Niederschlesien) Dolnośląskie (Niederschlesien) Dolnośląskie (Niederschlesien) |
| Královéhradecký (Königgrätz)                                                                             | Náchod (Nachod)                                  | Česká Čermná (Böhmisch Tscherma)                          |                                                     |                                              | A d l e r g e b i r g e         |                           |                            |                                  | Kłodzki (Glatz)                 | Dolnośląskie (Niederschlesien) Dolnośląskie (Niederschlesien) Dolnośląskie (Niederschlesien) |
| Královéhradecký (Königgrätz)                                                                             | Náchod (Nachod)                                  | Lewin Kłodzki (Lewin)                                     |                                                     |                                              | A d l e r g e b i r g e         |                           |                            |                                  | Kłodzki (Glatz)                 | Dolnośląskie (Niederschlesien) Dolnośląskie (Niederschlesien) Dolnośląskie (Niederschlesien) |
| Královéhradecký (Königgrätz)                                                                             | Náchod (Nachod)                                  | Borová u Náchoda (Borowa)                                 |                                                     |                                              | A d l e r g e b i r g e         |                           |                            |                                  | Kłodzki (Glatz)                 | Dolnośląskie (Niederschlesien) Dolnośląskie (Niederschlesien) Dolnośląskie (Niederschlesien) |
| Královéhradecký (Königgrätz)                                                                             | Náchod (Nachod)                                  | Nový Hrádek (Neubürgles)                                  |                                                     |                                              | A d l e r g e b i r g e         |                           |                            |                                  | Kłodzki (Glatz)                 | Dolnośląskie (Niederschlesien) Dolnośląskie (Niederschlesien) Dolnośląskie (Niederschlesien) |
| Královéhradecký (Königgrätz)                                                                             | Rychnov nad Kněžnou (Reichenau an der Knieschna) |                                                           | Rychnov nad Kněžnou (Reichenau an der Knieschna)    |                                              | A d l e r g e b i r g e         |                           |                            |                                  | Kłodzki (Glatz)                 | Dolnośląskie (Niederschlesien) Dolnośląskie (Niederschlesien) Dolnośląskie (Niederschlesien) |
| Královéhradecký (Königgrätz)                                                                             | Rychnov nad Kněžnou (Reichenau an der Knieschna) | Duszniki-Zdrój (Bad Reinerz)                              | Rychnov nad Kněžnou (Reichenau an der Knieschna)    |                                              | A d l e r g e b i r g e         |                           |                            |                                  | Kłodzki (Glatz)                 | Dolnośląskie (Niederschlesien) Dolnośląskie (Niederschlesien) Dolnośląskie (Niederschlesien) |
| Královéhradecký (Königgrätz)                                                                             | Rychnov nad Kněžnou (Reichenau an der Knieschna) | Szczytna (Rückers)                                        | Rychnov nad Kněžnou (Reichenau an der Knieschna)    |                                              | A d l e r g e b i r g e         |                           |                            |                                  | Kłodzki (Glatz)                 | Dolnośląskie (Niederschlesien) Dolnośląskie (Niederschlesien) Dolnośląskie (Niederschlesien) |
| Královéhradecký (Königgrätz)                                                                             | Rychnov nad Kněžnou (Reichenau an der Knieschna) | Bystrzyca Kłodzka (Habelschwerdt)                         | Rychnov nad Kněžnou (Reichenau an der Knieschna)    |                                              | A d l e r g e b i r g e         |                           |                            |                                  | Kłodzki (Glatz)                 | Dolnośląskie (Niederschlesien) Dolnośląskie (Niederschlesien) Dolnośląskie (Niederschlesien) |
| Královéhradecký (Königgrätz)                                                                             | Ústí nad Orlicí (Wildenschwert)                  |                                                           | Klášterec nad Orlicí (Klösterle)                    |                                              | A d l e r g e b i r g e         |                           |                            |                                  | Kłodzki (Glatz)                 | Dolnośląskie (Niederschlesien) Dolnośląskie (Niederschlesien) Dolnośląskie (Niederschlesien) |
| Královéhradecký (Königgrätz)                                                                             | Ústí nad Orlicí (Wildenschwert)                  | Międzylesie (Mittelwalde)                                 | Klášterec nad Orlicí (Klösterle)                    |                                              | A d l e r g e b i r g e         |                           |                            |                                  | Kłodzki (Glatz)                 | Dolnośląskie (Niederschlesien) Dolnośląskie (Niederschlesien) Dolnośląskie (Niederschlesien) |
| Královéhradecký (Königgrätz)                                                                             | Ústí nad Orlicí (Wildenschwert)                  | České Petrovice (Böhmisch Petersdorf)                     |                                                     |                                              | A d l e r g e b i r g e         |                           |                            |                                  | Kłodzki (Glatz)                 | Dolnośląskie (Niederschlesien) Dolnośląskie (Niederschlesien) Dolnośląskie (Niederschlesien) |
| Královéhradecký (Königgrätz)                                                                             | Ústí nad Orlicí (Wildenschwert)                  | Mladkov (Wichstadtl)                                      |                                                     |                                              | A d l e r g e b i r g e         |                           |                            |                                  | Kłodzki (Glatz)                 | Dolnośląskie (Niederschlesien) Dolnośląskie (Niederschlesien) Dolnośląskie (Niederschlesien) |
| Královéhradecký (Königgrätz)                                                                             | Ústí nad Orlicí (Wildenschwert)                  | Lichkov (Lichtenau)                                       |                                                     |                                              | A d l e r g e b i r g e         |                           |                            |                                  | Kłodzki (Glatz)                 | Dolnośląskie (Niederschlesien) Dolnośląskie (Niederschlesien) Dolnośląskie (Niederschlesien) |
| Královéhradecký (Königgrätz)                                                                             | Ústí nad Orlicí (Wildenschwert)                  |                                                           | Králíky (Grulich)                                   |                                              | A l t v a t e r g e b i r g e   |                           |                            |                                  | Kłodzki (Glatz)                 | Dolnośląskie (Niederschlesien) Dolnośląskie (Niederschlesien) Dolnośląskie (Niederschlesien) |
| Královéhradecký (Königgrätz)                                                                             | Ústí nad Orlicí (Wildenschwert)                  | Dolní Morava (Niedermohrau)                               |                                                     |                                              | A l t v a t e r g e b i r g e   |                           |                            |                                  | Kłodzki (Glatz)                 | Dolnośląskie (Niederschlesien) Dolnośląskie (Niederschlesien) Dolnośląskie (Niederschlesien) |
| Královéhradecký (Königgrätz)                                                                             | Ústí nad Orlicí (Wildenschwert)                  | Bystrzyca Kłodzka (Habelschwerdt)                         |                                                     |                                              | A l t v a t e r g e b i r g e   |                           |                            |                                  | Kłodzki (Glatz)                 | Dolnośląskie (Niederschlesien) Dolnośląskie (Niederschlesien) Dolnośląskie (Niederschlesien) |
| Královéhradecký (Königgrätz)                                                                             | Ústí nad Orlicí (Wildenschwert)                  | Stronie Śląskie (Seitenberg)                              |                                                     |                                              | A l t v a t e r g e b i r g e   |                           |                            |                                  | Kłodzki (Glatz)                 | Dolnośląskie (Niederschlesien) Dolnośląskie (Niederschlesien) Dolnośląskie (Niederschlesien) |
| Olomoucký (Olmütz)                                                                                       | Šumperk (Mährisch Schönberg)                     |                                                           | Staré Město pod Sněžníkem (Mährisch Altstadt)       |                                              | A l t v a t e r g e b i r g e   |                           |                            |                                  | Kłodzki (Glatz)                 | Dolnośląskie (Niederschlesien) Dolnośląskie (Niederschlesien) Dolnośląskie (Niederschlesien) |
| Olomoucký (Olmütz)                                                                                       | Jeseník (Freiwaldau)                             |                                                           | Ostružná (Spornhau)                                 |                                              | A l t v a t e r g e b i r g e   |                           |                            |                                  | Kłodzki (Glatz)                 | Dolnośląskie (Niederschlesien) Dolnośląskie (Niederschlesien) Dolnośląskie (Niederschlesien) |
| Olomoucký (Olmütz)                                                                                       | Jeseník (Freiwaldau)                             | Lipová-lázně (Nieder Lindewiese)                          |                                                     |                                              | A l t v a t e r g e b i r g e   |                           |                            |                                  | Kłodzki (Glatz)                 | Dolnośląskie (Niederschlesien) Dolnośląskie (Niederschlesien) Dolnośląskie (Niederschlesien) |
| Olomoucký (Olmütz)                                                                                       | Jeseník (Freiwaldau)                             | Skorošice (Gurschdorf)                                    |                                                     |                                              | A l t v a t e r g e b i r g e   |                           |                            |                                  | Kłodzki (Glatz)                 | Dolnośląskie (Niederschlesien) Dolnośląskie (Niederschlesien) Dolnośląskie (Niederschlesien) |
| Olomoucký (Olmütz)                                                                                       | Jeseník (Freiwaldau)                             | Uhelná (Sörgsdorf)                                        |                                                     |                                              | A l t v a t e r g e b i r g e   |                           |                            |                                  | Kłodzki (Glatz)                 | Dolnośląskie (Niederschlesien) Dolnośląskie (Niederschlesien) Dolnośląskie (Niederschlesien) |
| Olomoucký (Olmütz)                                                                                       | Jeseník (Freiwaldau)                             | Javorník (Jauernig)                                       |                                                     |                                              | A l t v a t e r g e b i r g e   |                           |                            |                                  | Kłodzki (Glatz)                 | Dolnośląskie (Niederschlesien) Dolnośląskie (Niederschlesien) Dolnośląskie (Niederschlesien) |
| Olomoucký (Olmütz)                                                                                       | Jeseník (Freiwaldau)                             |                                                           | Złoty Stok (Reichenstein in Schlesien)              |                                              |                                 |                           |                            |                                  | Kłodzki (Glatz)                 | Dolnośląskie (Niederschlesien) Dolnośląskie (Niederschlesien) Dolnośląskie (Niederschlesien) |
| Olomoucký (Olmütz)                                                                                       | Jeseník (Freiwaldau)                             | Lądek-Zdrój (Bad Landeck)                                 |                                                     |                                              |                                 |                           |                            |                                  | Kłodzki (Glatz)                 | Dolnośląskie (Niederschlesien) Dolnośląskie (Niederschlesien) Dolnośląskie (Niederschlesien) |
| Olomoucký (Olmütz)                                                                                       | Jeseník (Freiwaldau)                             | Bílá Voda (Weißwasser)                                    |                                                     |                                              |                                 |                           |                            |                                  | Kłodzki (Glatz)                 | Dolnośląskie (Niederschlesien) Dolnośląskie (Niederschlesien) Dolnośląskie (Niederschlesien) |
| Olomoucký (Olmütz)                                                                                       | Jeseník (Freiwaldau)                             |                                                           |                                                     | Paczków (Patschkau)                          | Nyski (Neisse)                  | Opole (Oppeln)            |                            |                                  |                                 |                                                                                              |
| Olomoucký (Olmütz)                                                                                       | Jeseník (Freiwaldau)                             | Javorník (Jauernig)                                       |                                                     | Paczków (Patschkau)                          | Nyski (Neisse)                  | Opole (Oppeln)            |                            |                                  |                                 |                                                                                              |
| Olomoucký (Olmütz)                                                                                       | Jeseník (Freiwaldau)                             | Bernartice u Javorníka (Barzdorf)                         |                                                     | Paczków (Patschkau)                          | Nyski (Neisse)                  | Opole (Oppeln)            |                            |                                  |                                 |                                                                                              |
| Olomoucký (Olmütz)                                                                                       | Jeseník (Freiwaldau)                             | Otmuchów (Ottmachau)                                      |                                                     |                                              | Nyski (Neisse)                  | Opole (Oppeln)            |                            |                                  |                                 |                                                                                              |
| Olomoucký (Olmütz)                                                                                       | Jeseník (Freiwaldau)                             | Velká Kraš (Groß Krosse)                                  |                                                     |                                              | Nyski (Neisse)                  | Opole (Oppeln)            |                            |                                  |                                 |                                                                                              |
| Olomoucký (Olmütz)                                                                                       | Jeseník (Freiwaldau)                             | Vidnava (Weidenau)                                        |                                                     |                                              | Nyski (Neisse)                  | Opole (Oppeln)            |                            |                                  |                                 |                                                                                              |
| Olomoucký (Olmütz)                                                                                       | Jeseník (Freiwaldau)                             | Stará Červená Voda (Alt Rothwasser)                       |                                                     |                                              | Nyski (Neisse)                  | Opole (Oppeln)            |                            |                                  |                                 |                                                                                              |
| Olomoucký (Olmütz)                                                                                       | Jeseník (Freiwaldau)                             |                                                           | Velké Kunětice (Groß Kunzendorf)                    |                                              | Nyski (Neisse)                  | Opole (Oppeln)            |                            |                                  | Głuchołazy (Bad Ziegenhals)     |                                                                                              |
| Olomoucký (Olmütz)                                                                                       | Jeseník (Freiwaldau)                             | Mikulovice u Jeseníku (Niklasdorf)                        |                                                     |                                              | Nyski (Neisse)                  | Opole (Oppeln)            |                            |                                  | Głuchołazy (Bad Ziegenhals)     |                                                                                              |
| Olomoucký (Olmütz)                                                                                       | Jeseník (Freiwaldau)                             | Zlaté Hory (Zuckmantel)                                   |                                                     |                                              | Nyski (Neisse)                  | Opole (Oppeln)            |                            |                                  | Głuchołazy (Bad Ziegenhals)     |                                                                                              |
| Moravskoslezský (Mähren-Schlesien) Moravskoslezský (Mähren-Schlesien) Moravskoslezský (Mähren-Schlesien) | Bruntál (Freudenthal)                            |                                                           | Petrovice ve Slezsku (Petersdorf)                   |                                              | Nyski (Neisse)                  | Opole (Oppeln)            |                            |                                  | Głuchołazy (Bad Ziegenhals)     |                                                                                              |
| Moravskoslezský (Mähren-Schlesien) Moravskoslezský (Mähren-Schlesien) Moravskoslezský (Mähren-Schlesien) | Bruntál (Freudenthal)                            | Janov u Krnova (Johannesthal)                             |                                                     |                                              | Nyski (Neisse)                  | Opole (Oppeln)            |                            |                                  | Głuchołazy (Bad Ziegenhals)     |                                                                                              |
| Moravskoslezský (Mähren-Schlesien) Moravskoslezský (Mähren-Schlesien) Moravskoslezský (Mähren-Schlesien) | Bruntál (Freudenthal)                            | Jindřichov ve Slezsku (Hennersdorf)                       |                                                     |                                              | Nyski (Neisse)                  | Opole (Oppeln)            |                            |                                  | Głuchołazy (Bad Ziegenhals)     |                                                                                              |
| Moravskoslezský (Mähren-Schlesien) Moravskoslezský (Mähren-Schlesien) Moravskoslezský (Mähren-Schlesien) | Bruntál (Freudenthal)                            |                                                           |                                                     | Prudnik (Neustadt O.S.)                      | Prudnicki (Neustadt O.S.)       | Opole (Oppeln)            |                            |                                  |                                 |                                                                                              |
| Moravskoslezský (Mähren-Schlesien) Moravskoslezský (Mähren-Schlesien) Moravskoslezský (Mähren-Schlesien) | Bruntál (Freudenthal)                            | Lubrza (Leuber)                                           |                                                     |                                              | Prudnicki (Neustadt O.S.)       | Opole (Oppeln)            |                            |                                  |                                 |                                                                                              |
| Moravskoslezský (Mähren-Schlesien) Moravskoslezský (Mähren-Schlesien) Moravskoslezský (Mähren-Schlesien) | Bruntál (Freudenthal)                            | Vysoká ve Slezsku (Waißak)                                |                                                     |                                              | Prudnicki (Neustadt O.S.)       | Opole (Oppeln)            |                            |                                  |                                 |                                                                                              |
| Moravskoslezský (Mähren-Schlesien) Moravskoslezský (Mähren-Schlesien) Moravskoslezský (Mähren-Schlesien) | Bruntál (Freudenthal)                            | Dívčí Hrad (Maidelberg)                                   |                                                     |                                              | Prudnicki (Neustadt O.S.)       | Opole (Oppeln)            |                            |                                  |                                 |                                                                                              |
| Moravskoslezský (Mähren-Schlesien) Moravskoslezský (Mähren-Schlesien) Moravskoslezský (Mähren-Schlesien) | Bruntál (Freudenthal)                            | Hlinka (Glemkau)                                          |                                                     |                                              | Prudnicki (Neustadt O.S.)       | Opole (Oppeln)            |                            |                                  |                                 |                                                                                              |
| Moravskoslezský (Mähren-Schlesien) Moravskoslezský (Mähren-Schlesien) Moravskoslezský (Mähren-Schlesien) | Bruntál (Freudenthal)                            | Slezské Pavlovice (Schlesisch-Paulowitz)                  |                                                     |                                              | Prudnicki (Neustadt O.S.)       | Opole (Oppeln)            |                            |                                  |                                 |                                                                                              |
| Moravskoslezský (Mähren-Schlesien) Moravskoslezský (Mähren-Schlesien) Moravskoslezský (Mähren-Schlesien) | Bruntál (Freudenthal)                            | Głogówek (Oberglogau)                                     |                                                     |                                              | Prudnicki (Neustadt O.S.)       | Opole (Oppeln)            |                            |                                  |                                 |                                                                                              |
| Moravskoslezský (Mähren-Schlesien) Moravskoslezský (Mähren-Schlesien) Moravskoslezský (Mähren-Schlesien) | Bruntál (Freudenthal)                            | Osoblaha (Hotzenplotz)                                    |                                                     |                                              | Prudnicki (Neustadt O.S.)       | Opole (Oppeln)            |                            |                                  |                                 |                                                                                              |
| Moravskoslezský (Mähren-Schlesien) Moravskoslezský (Mähren-Schlesien) Moravskoslezský (Mähren-Schlesien) | Bruntál (Freudenthal)                            |                                                           |                                                     | Głubczyce (Leobschütz)                       | Głubczycki (Leobschütz)         | Opole (Oppeln)            |                            |                                  |                                 |                                                                                              |
| Moravskoslezský (Mähren-Schlesien) Moravskoslezský (Mähren-Schlesien) Moravskoslezský (Mähren-Schlesien) | Bruntál (Freudenthal)                            | Bohušov (Füllstein)                                       |                                                     | Głubczyce (Leobschütz)                       | Głubczycki (Leobschütz)         | Opole (Oppeln)            |                            |                                  |                                 |                                                                                              |
| Moravskoslezský (Mähren-Schlesien) Moravskoslezský (Mähren-Schlesien) Moravskoslezský (Mähren-Schlesien) | Bruntál (Freudenthal)                            | Rusín (Rausen)                                            |                                                     | Głubczyce (Leobschütz)                       | Głubczycki (Leobschütz)         | Opole (Oppeln)            |                            |                                  |                                 |                                                                                              |
| Moravskoslezský (Mähren-Schlesien) Moravskoslezský (Mähren-Schlesien) Moravskoslezský (Mähren-Schlesien) | Bruntál (Freudenthal)                            | Slezské Rudoltice (Roßwald)                               |                                                     | Głubczyce (Leobschütz)                       | Głubczycki (Leobschütz)         | Opole (Oppeln)            |                            |                                  |                                 |                                                                                              |
| Moravskoslezský (Mähren-Schlesien) Moravskoslezský (Mähren-Schlesien) Moravskoslezský (Mähren-Schlesien) | Bruntál (Freudenthal)                            | Město Albrechtice (Olbersdorf)                            |                                                     | Głubczyce (Leobschütz)                       | Głubczycki (Leobschütz)         | Opole (Oppeln)            |                            |                                  |                                 |                                                                                              |
| Moravskoslezský (Mähren-Schlesien) Moravskoslezský (Mähren-Schlesien) Moravskoslezský (Mähren-Schlesien) | Bruntál (Freudenthal)                            | G o l d o p a                                             |                                                     | Głubczyce (Leobschütz)                       | Głubczycki (Leobschütz)         | Opole (Oppeln)            |                            |                                  |                                 |                                                                                              |
| Moravskoslezský (Mähren-Schlesien) Moravskoslezský (Mähren-Schlesien) Moravskoslezský (Mähren-Schlesien) | Bruntál (Freudenthal)                            | Krnov (Jägerndorf)                                        |                                                     | Głubczyce (Leobschütz)                       | Głubczycki (Leobschütz)         | Opole (Oppeln)            |                            |                                  |                                 |                                                                                              |
| Moravskoslezský (Mähren-Schlesien) Moravskoslezský (Mähren-Schlesien) Moravskoslezský (Mähren-Schlesien) | Bruntál (Freudenthal)                            | Branice (Branitz)                                         |                                                     |                                              | Głubczycki (Leobschütz)         | Opole (Oppeln)            |                            |                                  |                                 |                                                                                              |
| Moravskoslezský (Mähren-Schlesien) Moravskoslezský (Mähren-Schlesien) Moravskoslezský (Mähren-Schlesien) | Bruntál (Freudenthal)                            | O p a v a                                                 |                                                     |                                              | Głubczycki (Leobschütz)         | Opole (Oppeln)            |                            |                                  |                                 |                                                                                              |
| Moravskoslezský (Mähren-Schlesien) Moravskoslezský (Mähren-Schlesien) Moravskoslezský (Mähren-Schlesien) | Bruntál (Freudenthal)                            | Úvalno (Lobenstein)                                       |                                                     |                                              | Głubczycki (Leobschütz)         | Opole (Oppeln)            |                            |                                  |                                 |                                                                                              |
| Moravskoslezský (Mähren-Schlesien) Moravskoslezský (Mähren-Schlesien) Moravskoslezský (Mähren-Schlesien) | Opava (Troppau)                                  |                                                           | Brumovice u Opavy (Braunsdorf)                      |                                              | Głubczycki (Leobschütz)         | Opole (Oppeln)            |                            |                                  |                                 |                                                                                              |
| Moravskoslezský (Mähren-Schlesien) Moravskoslezský (Mähren-Schlesien) Moravskoslezský (Mähren-Schlesien) | Opava (Troppau)                                  | Holasovice (Kreuzendorf)                                  |                                                     |                                              | Głubczycki (Leobschütz)         | Opole (Oppeln)            |                            |                                  |                                 |                                                                                              |
| Moravskoslezský (Mähren-Schlesien) Moravskoslezský (Mähren-Schlesien) Moravskoslezský (Mähren-Schlesien) | Opava (Troppau)                                  | Opava (Troppau)                                           |                                                     |                                              | Głubczycki (Leobschütz)         | Opole (Oppeln)            |                            |                                  |                                 |                                                                                              |
| Moravskoslezský (Mähren-Schlesien) Moravskoslezský (Mähren-Schlesien) Moravskoslezský (Mähren-Schlesien) | Opava (Troppau)                                  |                                                           |                                                     |                                              | Głubczycki (Leobschütz)         | Opole (Oppeln)            |                            |                                  |                                 |                                                                                              |
| Moravskoslezský (Mähren-Schlesien) Moravskoslezský (Mähren-Schlesien) Moravskoslezský (Mähren-Schlesien) | Opava (Troppau)                                  | Oldřišov (Odersch)                                        |                                                     |                                              | Głubczycki (Leobschütz)         | Opole (Oppeln)            |                            |                                  |                                 |                                                                                              |
| Moravskoslezský (Mähren-Schlesien) Moravskoslezský (Mähren-Schlesien) Moravskoslezský (Mähren-Schlesien) | Opava (Troppau)                                  | Hněvošice (Schreibersdorf)                                |                                                     |                                              | Głubczycki (Leobschütz)         | Opole (Oppeln)            |                            |                                  |                                 |                                                                                              |
| Moravskoslezský (Mähren-Schlesien) Moravskoslezský (Mähren-Schlesien) Moravskoslezský (Mähren-Schlesien) | Opava (Troppau)                                  | Kobeřice ve Slezsku (Köberwitz)                           |                                                     |                                              | Głubczycki (Leobschütz)         | Opole (Oppeln)            |                            |                                  |                                 |                                                                                              |
| Moravskoslezský (Mähren-Schlesien) Moravskoslezský (Mähren-Schlesien) Moravskoslezský (Mähren-Schlesien) | Opava (Troppau)                                  | Rohov (Rohow)                                             |                                                     |                                              | Głubczycki (Leobschütz)         | Opole (Oppeln)            |                            |                                  |                                 |                                                                                              |
| Moravskoslezský (Mähren-Schlesien) Moravskoslezský (Mähren-Schlesien) Moravskoslezský (Mähren-Schlesien) | Opava (Troppau)                                  | Sudice (Zauditz)                                          |                                                     |                                              | Głubczycki (Leobschütz)         | Opole (Oppeln)            |                            |                                  |                                 |                                                                                              |
| Moravskoslezský (Mähren-Schlesien) Moravskoslezský (Mähren-Schlesien) Moravskoslezský (Mähren-Schlesien) | Opava (Troppau)                                  | Třebom (Thröm)                                            |                                                     |                                              | Głubczycki (Leobschütz)         | Opole (Oppeln)            |                            |                                  |                                 |                                                                                              |
| Moravskoslezský (Mähren-Schlesien) Moravskoslezský (Mähren-Schlesien) Moravskoslezský (Mähren-Schlesien) | Opava (Troppau)                                  |                                                           |                                                     | Pietrowice Wielkie (Groß Peterwitz)          | Raciborski (Ratibor)            | Sląskie (Schlesien)       |                            |                                  |                                 |                                                                                              |
| Moravskoslezský (Mähren-Schlesien) Moravskoslezský (Mähren-Schlesien) Moravskoslezský (Mähren-Schlesien) | Opava (Troppau)                                  | Sudice (Zauditz)                                          |                                                     | Pietrowice Wielkie (Groß Peterwitz)          | Raciborski (Ratibor)            | Sląskie (Schlesien)       |                            |                                  |                                 |                                                                                              |
| Moravskoslezský (Mähren-Schlesien) Moravskoslezský (Mähren-Schlesien) Moravskoslezský (Mähren-Schlesien) | Opava (Troppau)                                  | Krzanowice (Kranowitz)                                    |                                                     |                                              | Raciborski (Ratibor)            | Sląskie (Schlesien)       |                            |                                  |                                 |                                                                                              |
| Moravskoslezský (Mähren-Schlesien) Moravskoslezský (Mähren-Schlesien) Moravskoslezský (Mähren-Schlesien) | Opava (Troppau)                                  | Rohov (Rohow)                                             |                                                     |                                              | Raciborski (Ratibor)            | Sląskie (Schlesien)       |                            |                                  |                                 |                                                                                              |
| Moravskoslezský (Mähren-Schlesien) Moravskoslezský (Mähren-Schlesien) Moravskoslezský (Mähren-Schlesien) | Opava (Troppau)                                  | Strahovice (Strandorf)                                    |                                                     |                                              | Raciborski (Ratibor)            | Sląskie (Schlesien)       |                            |                                  |                                 |                                                                                              |
| Moravskoslezský (Mähren-Schlesien) Moravskoslezský (Mähren-Schlesien) Moravskoslezský (Mähren-Schlesien) | Opava (Troppau)                                  | Chuchelná (Kuchelna)                                      |                                                     |                                              | Raciborski (Ratibor)            | Sląskie (Schlesien)       |                            |                                  |                                 |                                                                                              |
| Moravskoslezský (Mähren-Schlesien) Moravskoslezský (Mähren-Schlesien) Moravskoslezský (Mähren-Schlesien) | Opava (Troppau)                                  | Píšť (Pyschcz)                                            |                                                     |                                              | Raciborski (Ratibor)            | Sląskie (Schlesien)       |                            |                                  |                                 |                                                                                              |
| Moravskoslezský (Mähren-Schlesien) Moravskoslezský (Mähren-Schlesien) Moravskoslezský (Mähren-Schlesien) | Opava (Troppau)                                  | Krzyżanowice (Kreuzenort)                                 |                                                     |                                              | Raciborski (Ratibor)            | Sląskie (Schlesien)       |                            |                                  |                                 |                                                                                              |
| Moravskoslezský (Mähren-Schlesien) Moravskoslezský (Mähren-Schlesien) Moravskoslezský (Mähren-Schlesien) | Opava (Troppau)                                  | Hať (Haatsch)                                             |                                                     |                                              | Raciborski (Ratibor)            | Sląskie (Schlesien)       |                            |                                  |                                 |                                                                                              |
| Moravskoslezský (Mähren-Schlesien) Moravskoslezský (Mähren-Schlesien) Moravskoslezský (Mähren-Schlesien) | Opava (Troppau)                                  | Šilheřovice (Schillersdorf)                               |                                                     |                                              | Raciborski (Ratibor)            | Sląskie (Schlesien)       |                            |                                  |                                 |                                                                                              |
| Moravskoslezský (Mähren-Schlesien) Moravskoslezský (Mähren-Schlesien) Moravskoslezský (Mähren-Schlesien) | Karviná (Karwin)                                 |                                                           | Bohumín (Oderberg)                                  |                                              | Raciborski (Ratibor)            | Sląskie (Schlesien)       |                            |                                  |                                 |                                                                                              |
| Moravskoslezský (Mähren-Schlesien) Moravskoslezský (Mähren-Schlesien) Moravskoslezský (Mähren-Schlesien) | Karviná (Karwin)                                 | O l s a                                                   | Bohumín (Oderberg)                                  |                                              |                                 | Sląskie (Schlesien)       | Gorzyce (Groß Gorschütz)   | Wodzisławski (Loslau)            |                                 |                                                                                              |
| Moravskoslezský (Mähren-Schlesien) Moravskoslezský (Mähren-Schlesien) Moravskoslezský (Mähren-Schlesien) | Karviná (Karwin)                                 | O l s a                                                   | Dolní Lutyně (Deutsch Leuten)                       |                                              |                                 | Sląskie (Schlesien)       | Gorzyce (Groß Gorschütz)   | Wodzisławski (Loslau)            |                                 |                                                                                              |
| Moravskoslezský (Mähren-Schlesien) Moravskoslezský (Mähren-Schlesien) Moravskoslezský (Mähren-Schlesien) | Karviná (Karwin)                                 | O l s a                                                   | Godów (Godow)                                       |                                              |                                 | Sląskie (Schlesien)       |                            | Wodzisławski (Loslau)            |                                 |                                                                                              |
| Moravskoslezský (Mähren-Schlesien) Moravskoslezský (Mähren-Schlesien) Moravskoslezský (Mähren-Schlesien) | Karviná (Karwin)                                 | O l s a                                                   | Dětmarovice (Dittmarsdorf)                          |                                              |                                 | Sląskie (Schlesien)       |                            | Wodzisławski (Loslau)            |                                 |                                                                                              |
| Moravskoslezský (Mähren-Schlesien) Moravskoslezský (Mähren-Schlesien) Moravskoslezský (Mähren-Schlesien) | Karviná (Karwin)                                 |                                                           |                                                     |                                              |                                 | Sląskie (Schlesien)       |                            | Wodzisławski (Loslau)            |                                 |                                                                                              |
| Moravskoslezský (Mähren-Schlesien) Moravskoslezský (Mähren-Schlesien) Moravskoslezský (Mähren-Schlesien) | Karviná (Karwin)                                 | Petrovice u Karviné (Petrowitz b. Freistadt)              |                                                     |                                              |                                 | Sląskie (Schlesien)       |                            | Wodzisławski (Loslau)            |                                 |                                                                                              |
| Moravskoslezský (Mähren-Schlesien) Moravskoslezský (Mähren-Schlesien) Moravskoslezský (Mähren-Schlesien) | Karviná (Karwin)                                 |                                                           |                                                     | Jastrzębie-Zdrój (Bad Königsdorff-Jastrzemb) | -                               | Sląskie (Schlesien)       |                            |                                  |                                 |                                                                                              |
| Moravskoslezský (Mähren-Schlesien) Moravskoslezský (Mähren-Schlesien) Moravskoslezský (Mähren-Schlesien) | Karviná (Karwin)                                 |                                                           |                                                     | Zebrzydowice (Seibersdorf)                   | Cieszyński (Teschen)            | Sląskie (Schlesien)       |                            |                                  |                                 |                                                                                              |
| Moravskoslezský (Mähren-Schlesien) Moravskoslezský (Mähren-Schlesien) Moravskoslezský (Mähren-Schlesien) | Karviná (Karwin)                                 | Karviná (Karwin)                                          |                                                     | Zebrzydowice (Seibersdorf)                   | Cieszyński (Teschen)            | Sląskie (Schlesien)       |                            |                                  |                                 |                                                                                              |
| Moravskoslezský (Mähren-Schlesien) Moravskoslezský (Mähren-Schlesien) Moravskoslezský (Mähren-Schlesien) | Karviná (Karwin)                                 | O l s a                                                   |                                                     | Zebrzydowice (Seibersdorf)                   | Cieszyński (Teschen)            | Sląskie (Schlesien)       |                            |                                  |                                 |                                                                                              |
| Moravskoslezský (Mähren-Schlesien) Moravskoslezský (Mähren-Schlesien) Moravskoslezský (Mähren-Schlesien) | Karviná (Karwin)                                 | Chotěbuz (Kotzobendz)                                     |                                                     | Zebrzydowice (Seibersdorf)                   | Cieszyński (Teschen)            | Sląskie (Schlesien)       |                            |                                  |                                 |                                                                                              |
| Moravskoslezský (Mähren-Schlesien) Moravskoslezský (Mähren-Schlesien) Moravskoslezský (Mähren-Schlesien) | Karviná (Karwin)                                 | Hażlach (Haslach)                                         |                                                     |                                              | Cieszyński (Teschen)            | Sląskie (Schlesien)       |                            |                                  |                                 |                                                                                              |
| Moravskoslezský (Mähren-Schlesien) Moravskoslezský (Mähren-Schlesien) Moravskoslezský (Mähren-Schlesien) | Karviná (Karwin)                                 | Cieszyn (Teschen)                                         |                                                     |                                              | Cieszyński (Teschen)            | Sląskie (Schlesien)       |                            |                                  |                                 |                                                                                              |
| Moravskoslezský (Mähren-Schlesien) Moravskoslezský (Mähren-Schlesien) Moravskoslezský (Mähren-Schlesien) | Karviná (Karwin)                                 | Český Těšín (Tschechisch Teschen)                         |                                                     |                                              | Cieszyński (Teschen)            | Sląskie (Schlesien)       |                            |                                  |                                 |                                                                                              |
| Moravskoslezský (Mähren-Schlesien) Moravskoslezský (Mähren-Schlesien) Moravskoslezský (Mähren-Schlesien) | Karviná (Karwin)                                 | B e s k i d e n                                           |                                                     |                                              | Cieszyński (Teschen)            | Sląskie (Schlesien)       |                            |                                  |                                 |                                                                                              |
| Moravskoslezský (Mähren-Schlesien) Moravskoslezský (Mähren-Schlesien) Moravskoslezský (Mähren-Schlesien) | Frýdek-Místek (Friedeck-Mistek)                  |                                                           | Třinec (Trzynietz)                                  |                                              | Cieszyński (Teschen)            | Sląskie (Schlesien)       |                            |                                  | Goleszów (Golleschau)           |                                                                                              |
| Moravskoslezský (Mähren-Schlesien) Moravskoslezský (Mähren-Schlesien) Moravskoslezský (Mähren-Schlesien) | Frýdek-Místek (Friedeck-Mistek)                  | Vendryně (Wendrin)                                        |                                                     |                                              | Cieszyński (Teschen)            | Sląskie (Schlesien)       |                            |                                  | Goleszów (Golleschau)           |                                                                                              |
| Moravskoslezský (Mähren-Schlesien) Moravskoslezský (Mähren-Schlesien) Moravskoslezský (Mähren-Schlesien) | Frýdek-Místek (Friedeck-Mistek)                  | Nýdek (Niedek)                                            |                                                     |                                              | Cieszyński (Teschen)            | Sląskie (Schlesien)       |                            |                                  | Goleszów (Golleschau)           |                                                                                              |
| Moravskoslezský (Mähren-Schlesien) Moravskoslezský (Mähren-Schlesien) Moravskoslezský (Mähren-Schlesien) | Frýdek-Místek (Friedeck-Mistek)                  | Ustroń (Ustron)                                           |                                                     |                                              | Cieszyński (Teschen)            | Sląskie (Schlesien)       |                            |                                  |                                 |                                                                                              |
| Moravskoslezský (Mähren-Schlesien) Moravskoslezský (Mähren-Schlesien) Moravskoslezský (Mähren-Schlesien) | Frýdek-Místek (Friedeck-Mistek)                  | Wisła (Weichsel)                                          |                                                     |                                              | Cieszyński (Teschen)            | Sląskie (Schlesien)       |                            |                                  |                                 |                                                                                              |
| Moravskoslezský (Mähren-Schlesien) Moravskoslezský (Mähren-Schlesien) Moravskoslezský (Mähren-Schlesien) | Frýdek-Místek (Friedeck-Mistek)                  | Návsí (Nawsi)                                             |                                                     |                                              | Cieszyński (Teschen)            | Sląskie (Schlesien)       |                            |                                  |                                 |                                                                                              |
| Moravskoslezský (Mähren-Schlesien) Moravskoslezský (Mähren-Schlesien) Moravskoslezský (Mähren-Schlesien) | Frýdek-Místek (Friedeck-Mistek)                  | Písek u Jablunkova (Pisek)                                |                                                     |                                              | Cieszyński (Teschen)            | Sląskie (Schlesien)       |                            |                                  |                                 |                                                                                              |
| Moravskoslezský (Mähren-Schlesien) Moravskoslezský (Mähren-Schlesien) Moravskoslezský (Mähren-Schlesien) | Frýdek-Místek (Friedeck-Mistek)                  | Wiejska Istebna                                           |                                                     |                                              | Cieszyński (Teschen)            | Sląskie (Schlesien)       |                            |                                  |                                 |                                                                                              |
| Moravskoslezský (Mähren-Schlesien) Moravskoslezský (Mähren-Schlesien) Moravskoslezský (Mähren-Schlesien) | Frýdek-Místek (Friedeck-Mistek)                  | Bukovec u Jablunkova (Bukowetz)                           |                                                     |                                              | Cieszyński (Teschen)            | Sląskie (Schlesien)       |                            |                                  |                                 |                                                                                              |
| Moravskoslezský (Mähren-Schlesien) Moravskoslezský (Mähren-Schlesien) Moravskoslezský (Mähren-Schlesien) | Frýdek-Místek (Friedeck-Mistek)                  | Hrčava (Hertschawa)                                       |                                                     |                                              | Cieszyński (Teschen)            | Sląskie (Schlesien)       |                            |                                  |                                 |                                                                                              |
| Slowakei                                                                                                 |                                                  |                                                           |                                                     |                                              |                                 |                           |                            |                                  |                                 |                                                                                              |

|  |  |  |